# قرار مجلس الأمن التابع للأمم المتحدة رقم 1912
قرار مجلس الأمن التابع للأمم المتحدة رقم 1912، الذي تم تبنيه بالإجماع في 26 فبراير 2010، بعد إعادة التأكيد على القرارات 1599 (2005)، 1677 (2006)، 1690 (2006)، 1703 (2006)، 1704 (2006)، 1745 (2007)، 1802 ( 2008) و1867 (2009) بالإضافة إلى تقرير الأمين العام بان كي مون، قرر المجلس تمديد ولاية بعثة الأمم المتحدة المتكاملة في تيمور حتى 26 فبراير، 2011.
وأيد المجلس أيضا توصية الأمين العام بإعادة تشكيل عنصر الشرطة في بعثة الأمم، بما في ذلك تقليصه التدريجي حتى يمكن إعادة مسؤوليات الشرطة الوطنية لتيمور الشرقية خلال الاستئناف التدريجي، وفقا للمعايير المتفق عليها بشكل متبادل بين حكومة تيمور الشرقية وبعثة الأمم المتحدة المتكاملة. وبحسب تقرير الأمين العام، سيُخفض وجود الشرطة الدولية من 1608 إلى 1280 بحلول منتصف عام 2011. وحث كلاهما على مواصلة التعاون من أجل التنفيذ السريع لعملية الاستئناف، وطلب كذلك من البعثة ضمان الحفاظ على الأمن العام وتكثيف الجهود للمساعدة في المزيد من التدريب وتعزيز قوة الشرطة الوطنية.
نص القرار على الحاجة إلى تحديث العمليات وقواعد الاشتباك بانتظام حسب الضرورة، وأن تكون متوافقة تمامًا مع أحكام القرار. وطلب من الأمين العام أن يقدم تقريرا إلى المجلس بشأن هذه المسألة وبشأن البلدان المساهمة بقوات وبأفراد شرطة في غضون 30 يوما من اتخاذ القرار الحالي. وأكد المجلس من جديد أيضا أهمية المساءلة والعدالة، معربا عن دعمه لبعثة الأمم المتحدة في مساعدة الحكومة التيمورية أثناء معالجة إصلاح نظام العدالة.
ودعا المجلس البعثة إلى التعاون مع الجهات الفاعلة الأخرى التابعة للأمم المتحدة والمنظمات الأخرى ذات الصلة في تيمور الشرقية لدعم الحكومة التيمورية والمؤسسات الأخرى في تصميم الخطط المتعلقة بالحد من الفقر وتحسين التعليم وتعزيز سبل العيش المستدامة والنمو الاقتصادي. بالإضافة إلى ذلك، دعا حكومة تيمور الشرقية إلى تعزيز مبادرات بناء السلام ولا سيما فيما يتعلق بالعمالة من خلال التركيز على المناطق الريفية والشباب، فضلاً عن التنمية الاجتماعية - الاقتصادية. وقبل تبني القرار الحالي، قالت رئيسة بعثة الأمم المتحدة المتكاملة في تيمور الشرقية أميرة حق، إنه منذ الاضطرابات في عام 2006، أحرزت البلاد «تقدمًا ملحوظًا» لكنها حذرت من أن أهداف التعافي والتنمية على المدى الطويل ستكون صعبة.
اختتم القرار 1912 بمطالبة الأمين العام بتقديم تقرير إلى المجلس بحلول 15 أكتوبر 2010، بشأن العناصر المتعلقة بإعادة تشكيل عنصر الشرطة في بعثة الأمم المتحدة، وفي موعد لا يتجاوز 26 كانون الثاني / يناير 2011، فيما يتعلق بالتعديلات المحتملة لولاية البعثة وقوامها.